# Općina Kičevo
Općina Kičevo (makedonski: Општина Кичево) je jedna od 80 općina Sjeverne Makedonije koja se prostire na zapadu Sjeverne Makedonije. 
Upravno sjedište ove općine je grad Kičevo.

## Zemljopisne osobine
Ukupna površina Općine Kičevo je 49,14 km².

## Stanovništvo
Općina Kičevo ima 30,138 stanovnika. Po popisu stanovnika iz 2002. nacionalni sastav stanovnika u općini bio je sljedeći;
- Makedonci  = 16,140
- Albanci  = 9,202
- Turci  = 2,430
- Romi = 1,630
- ostali= 742

## Naselja u Općini Kičevo
Ukupni broj naselja u općini je 7, od toga je 6 sela i samo jedan grad Kičevo.
Sela: Knežino, Lazarovci, Mamudovci, Osoj, Raštani, Trapčin Dol
Gradovi: Kičevo

## Pogledajte i ovo
- Kičevo
- Sjeverna Makedonija
- Općine Sjeverne Makedonije

## Vanjske poveznice
- Stranice općine Kičevo na stranicama Makedonske vlade